# Dulaylat al Mutayrat
 Dulaylat al Mutayrat  este un oraș din Guvernoratul Madaba din nord-vestul Iordaniei.